# Montigny (Meurthe-et-Moselle)
Montigny is een gemeente in het Franse departement Meurthe-et-Moselle (regio Grand Est) en telt 131 inwoners (1999). De plaats maakt deel uit van het arrondissement Lunéville.

## Geografie
De oppervlakte van Montigny bedraagt 6,2 km², de bevolkingsdichtheid is 21,1 inwoners per km².
De onderstaande kaart toont de ligging van Montigny (Meurthe-et-Moselle) met de belangrijkste infrastructuur en aangrenzende gemeenten.

## Demografie
De figuur toont het verloop van het inwonertal (bron: INSEE-tellingen).